# Air Liberté
Air Liberté, später auch Airlib, war eine französische Fluggesellschaft mit Sitz in Rungis und Basis auf dem Flughafen Paris-Orly.

## Geschichte
Air Liberté wurde im Jahr 1987 gegründet und startete den Flugbetrieb im  April 1988 mit einer geleasten McDonnell Douglas MD-83.
1996 geriet die Fluglinie in finanzielle Schwierigkeiten und erzielte einen Verlust von 1 Mrd. Franc (€ 152 Mio.). 1997 übernahm  British Airways  70 % der Aktien. Air Liberté wurde eingefügt zur TAT, aus der tunesischen Tochter entstand die heutige Nouvelair.
Im März 2001 benannte sich die von der Insolvenz der SAirGroup betroffene AOM French Airlines in Air Liberté und im September desselben Jahres fusionierten beide Gesellschaften zu Airlib. Im Jahr 2003 meldete Airlib schließlich jedoch Insolvenz an und stellte in der Folge den Flugbetrieb ein.

## Flugziele
Es wurden überwiegend Urlaubsziele in Europa und dem Mittelmeergebiet bedient. Es gab jedoch auch Interkontinentalverbindungen. Eine Route nach Montreal wurde 1993 eingerichtet und Réunion und die Karibik standen auch auf dem Flugplan.

## Flotte
Air Liberté betrieb während ihres Bestehens insgesamt 53 Flugzeuge:
- 02 Airbus A300B4-622R
- 02 Airbus A310-200
- 01 Airbus A310-300
- 07 ATR 42-300
- 03 ATR 72-200
- 03 Boeing 737-200
- 12 Fokker 100
- 05 McDonnell Douglas DC-10-30
- 05 McDonnell Douglas MD-82
- 13 McDonnell Douglas MD-83
- 1 BAC 1-11